# Cronologia d'invents i descobertes
Aquesta és una llista d'invents i descobertes científiques o tècniques, ordenats de forma cronològica.

## Avenços significatius no assignats
- Conreu del bacteri de l'àcid làctic, usat en la llet, verdures i pells.
- Altres tipus de bacteris, com l'usat per fer el vinagre.
- La corriola.
- El cargol.
- El sabó.
- L'estrep.
- L'ús del llevat per fer vi, cervesa i pa.

## Invents significatius arranjatsper ordre cronològic
Nota: De vegades les dades dels invents són polèmiques. Els invents poden fer-se diverses vegades en un mateix període, o inventar-se d'una forma gens pràctica molts anys abans que un altre inventor millore l'enginy. On hi hagi ambigüitats, la dada de la primera versió pràctica serà la que s'hagi d'usar ací.

### Primers invents i descobriments
- Fa 2,4 milions d'anys: primera eina de pedra
- Fa 1,4 milions d'anys: ganivet (Etiòpia)
- Fa 50000 anys: la flauta i l'arc

### Mil·lenni XII aC
- Primera casa

### Mil·lenni VIII aC
- Domesticació d'animals de granja (ovella i cabra (Pèrsia)
- Conreu de cereals en Mesopotàmia
- Primera ciutat murallada (Jericó)
- Guix
- La canoa i el bot.
- Arts de pesca: xarxa, ham, arpó

### Mil·lenni VII aC
- Terrisseria
- Teixit
- La falca
- Ús del metall (coure per a joieria, Anatòlia)

### Mil·lenni IV aC

#### Segle XXXIII aC
- Escriptura cuneïforme a Sumer
- Vehicles amb rodes
- La roda del terrissaire
- L'aladre
- Vaixell

#### Segle XXXI aC
- Escriptura jeroglífica a Egipte

### Mil·lenni III aC
- Escriptura ideogràfica aXina
- Bronze
- Tendes de campanya
- Trineu – Escandinàvia
- Palanca

#### Segle XXVII aC
- Piràmides a Egipte. Vegeu també egiptologia.

#### Segle XXIII aC
- Plànols d'argila a Babilònia.

#### Segle XXII aC
- Observació astronòmica real - Mesopotàmia
- Geometria esfèrica a Babilònia

#### Segle XXI aC
- Escriptura a Creta: biografia

### Mil·lenni II aC

#### Segle XIX aC
- Escriptura cuneïforme a Babilònia
- Codi d'Hammurabi - primera llei escrita

#### Segle XVIII aC
- Linear A - Triada Hagia
- Taules de multiplicar (Babilònia)

#### Segle XVI aC
- L'alfabet, desenvolupat pels fenicis

#### Segle XV aC
- Linear B – Grècia o Knossos
- Vidre (Egipte)
- Rellotge de sol

#### Segle XVIII aC
- Panys amb clau (Ciutat de Micenes)

### Mil·lenni I aC
- Eines de ferro: serres, llimes, enformadors de fuster.
- Primeres espases de ferro.

#### Segle VII aC
- Encunyació

#### Segle VI aC
- Nombres irracionals: Pitàgores

#### Segle V aC
- 460 aC: primera teoria atòmica - Demòcrit
- 410 aC: sistema solar heliocèntric amb planetes esfèrics (Sol, Lluna, Venus, Mercuri, Mart, Júpiter, Saturn) - Filolau
- 400 aC: catapulta en Siracusa

#### Segle IV aC
- 350 aC: rotació de la Terra - Heràclit

#### Segle III aC
- 220 aC: mesura de la circumferència de la Terra - Eratòstenes
- 220 aC: Arquimedes
  - densitat relativa
  - concepte de límit
  - políedre arquimedià
  - falsa atribució de la bomba hidràulica de cargol (suposat cargol d'Arquimedes)
  - espill parabòlic
- Brúixola – una pedra amb textura d'esponja que senyalava el sud. Dinastia Han

### Segle II aC
- 150 aC: Astrolabi - Hiparc...

### Segle I aC
- Bufat del vidre a Síria
- Teoria sobre les marees

### Mil·lenni I

#### Segle I
- Engranatge diferencial (el mecanisme d'Anticitera)

#### Segle II
- 105: paper: Ts'ai Lun

#### Segle III
- Sistema biela-manovella en un molí romà a Hieràpolis.

#### Segle VIII
- 700: Molí de vent a Pèrsia
- 770: Impressió més antiga, "el Milió d'Encants de l'Emperadriu Shotoku" en Japó.
- Inici d'experiments en química

#### Segle X
- Pólvora a la Xina (algunes referències diuen segle VIII)
  - Cal tenir en compte altres testimonis. El regne d'Asam (també escrit Assam, Asem, Azam,Acem, Asham, Acham…) fou un antic regne situat al nord de l'actual Siam. Segons la tradició allí es va inventar la pólvora i aquest coneixement fou transmès als xinesos.[1][2][3]
- Sistema immunològic (descobert pels àrabs)

### Mil·lenni II

#### Segle XI
- 1045: impremta de Bi Sheng a la Xina
- 1050: ballesta a França

#### Segle XIII
- 1234: el primer ús conegut de la impremta, a Corea
- 1249: fórmula de la pólvora: Roger Bacon

#### Segle XIV
- 1335: rellotge mecànic (Milà)
- 1346: canó
- Fabricació d'Ulleres a Venècia
- Canal navegables amb  rescloses
- Pany modern (Damne)
- microorganisme

#### Segle XV
- Rifle
- 1450: Impremta a Europa: Johann Gutenberg
- 1480: Astrolabi nàutic: Martin Behaim
- 1480: Paracaigudes: Leonardo da Vinci

#### Segle XVII
- 1608: Telescopi de refracció: Joan Roget i Miquel Roget
- 1609: Telescopi astronòmic: Galileo Galilei
- 1610: Primer microscopi documentat: Galileo Galilei
- 1620: Regla de càlcul: William Oughtred
- 1628: circulació de la sang: William Harvey
- 1642: Màquina de sumar: Blaise Pascal
- 1643: Baròmetre: Evangelista Torricelli
- 1645: Bomba de buit: Otto von Guericke
- 1657: Rellotge de pèndol: Christiaan Huygens
- 1675: càlcul infinitesimal

#### Segle XVIII
- 1705: Motor – pistó de vapor: Thomas Newcomen
- 1709: Piano: Bartolomeo Cristofori
- 1710: Termòmetre: René Antoine Ferchault de Réaumur
- 1714: Termòmetre de mercuri: Daniel Gabriel Fahrenheit
- 1730: Quadrant de mariner: Thomas Godfrey
- 1731: Sextant: John Hadley
- 1733: Llançadora volant: John Kay
- 1742: Estufa de Franklin: Benjamin Franklin

- 1752: Parallamps: Benjamin Franklin
- 1762: Procés de funció del ferro: Jared Eliot
- 1767: Teler Spinning Jenny: James Hargreaves
- 1769: Màquina de vapor: James Watt
- 1769: Teler hidràulic Water Frame: Richard Arkwright
- 1775: Submarí: David Bushnell
- 1777: Màquina de cardar: Oliver Evans
- 1777: Serra circular: Samuel Miller
- 1779: Màquina de filar Spinning Mule: Samuel Crompton
- 1785: Teler mecànic: Edmund Cartwright
- 1785: Molí de farina automàtic: Oliver Evans
- 1783: Motor multitub amb caldera: John Stevens
- 1783: Bifocals: Benjamin Franklin
- 1783: Globus aerostàtic: Germans Montgolfier
- 1784: Projectil Shrapnel: Henry Shrapnel
- 1785: Paracaigudes: Jean-Pierre Blanchard
- 1787: Motor de vapor millorat: Oliver Evans
- 1791: Vaixell de vapor: John Fitch
- 1790: Tallaungles: Jacob Perkins
- 1793: Netejador de cotó: Eli Whitney
- 1793: Moldboard plow (aladre): Thomas Jefferson
- 1793: Telègraf òptic: Claude Chappe
- 1797: Cast iron plow (aladre): Charles Newbold
- 1798: Vacuna: Edward Jenner
- 1799: Màquina de sembrar: Eliakim Spooner

#### Segle XIX

##### Dècada del 1800
- 1800: Pila elèctrica: Alessandro Volta
- 1802: propulsor d'hèlix per a vaixell de vapor: John Stevens
- 1802: estufa de gas: Zachäus Andreas Winzler
- 1805: Submarí Nautilus: Robert Fulton
- 1805: Frigorífic: Oliver Evans
- 1807: Vaixell de vapor Clermont: Robert Fulton
- 1808: Serra de cinta: William Newberry
- 1809: Vestit de bus: Augustus Siebe

##### Dècada del 1810
- 1811: Pistola - Breechloader: Thornton (?)
- 1814: Locomotora de vapor (Blucher): George Stephenson
- 1816: Làmpada de seguretat per a miners:Humphry Davy
- 1816: Impremta portàtil: George Clymer
- 1816: Metrònom: Johann Nepomuk Maelzel (atribuït)
- 1817: Calidoscopi: David Brewster
- 1819: Percutor de sílex: John Hall
- 1819: Estetoscopi: Rene Theophile Hyacinthe Laennec

##### Dècada del 1820
- 1822: Dents postisses: C.M. Graham
- 1823: Electroimant: William Sturgeon
- 1827: Cable aïllat: Joseph Henry
- 1827: Misto: John Walker
- 1826: Fotografia: Joseph Nicephore Niepce
- 1826: Motor de combustió interna: Samuel Morey

##### Dècada del 1830
- 1831: Imant de bobines múltiples: Joseph Henry
- 1831: Telègraf magneto-acústic: Joseph Henry
- 1831: Recol·lectora: Cyrus McCormick
- 1834: Motor elèctric: Thomas Davenport
- 1835: Dibuix fotogènic: William Henry Fox Talbot
- 1835: Revòlver: Samuel Colt
- 1835: Codi Morse: Samuel Morse
- 1836: Hèlix propulsora millorada: John Ericsson
- 1837: Fotografia: Louis-Jacques-Mandé Daguerre
- 1837: Aladre d'acer: John Deere
- 1838: Telegrafia elèctrica: Charles Wheatstone
- 1839: Vulcanització del cautxú: Charles Goodyear

##### Dècada del 1840
- 1840: Vaixell amb maquinària subaquàtica Princeton: John Ericsson
- 1840: Fertilitzant artificial: Justus von Liebig
- 1842: Anestèsia: Crawford Long
- 1843: Màquina d'escriure: Charles Thurber
- 1844: Telègraf: Samuel Morse
- 1845: Ciment Pòrtland : William Aspdin
- 1845: Pneumàtic de doble càmera: Robert Thomson (inventor)
- 1846: Màquina de cosir: Elias Howe
- 1846: Imprenta rotativa: Richard M. Hoe
- 1849: Imperdible: Walter Hunt
- 1849: Turbina hidràulica: James Francis